# Francisco Carrillo Espejo
Francisco Carrillo Espejo, (Lima, 18 de marzo de 1925 - Huancayo, 13 de octubre de 1999) fue un escritor, editor y catedrático universitario peruano. Ha hecho aportes importantes en el campo de la investigación de la literatura peruana. Se especializó en los cronistas de los siglos XVI y XVII, en especial del Inca Garcilaso de la Vega y Felipe Guaman Poma de Ayala.

## Biografía
Fue hijo de José Carrillo y Raquel Espejo. Sus estudios escolares los cursó en el Colegio Anglo-Peruano (hoy Colegio San Andrés). En 1943 ingresó a la Universidad Nacional Mayor de San Marcos, donde cursó en la Facultad de Letras y se graduó de bachiller en Humanidades en 1947. Viajó luego a los Estados Unidos para estudiar en la Universidad de Washington en Seattle donde obtuvo el título de Magíster en Artes (1951). De regreso a Lima, se graduó de doctor en Literatura en la Universidad de San Marcos con la tesis «Iniciación del indigenismo en la literatura peruana contemporánea» (1964).
Fundó y dirigió la revista de poesía Haraui, cuyo primer número apareció el 1 de septiembre de 1963. El título de dicha publicación, de origen quechua (que significa verso o canción), fue sugerido por José María Arguedas.
Ejerció la docencia en el Colegio Markham (1946-1947, 1955-1958), en la Universidad de Washington (1947-1951, 1953-1956), en la Universidad de San Marcos (1957-1958; 1960-1968; 1970-1988; 1994), en la Universidad Nacional Agraria La Molina (1964-1969) y en Universidad de Hawái (1969-1970). Dictó también cursos y conferencias en otras universidades del Perú y del exterior. En 1989 fue nombrado profesor emérito de San Marcos.
Falleció en Huancayo a consecuencia de un accidente automovilístico.

## Obras

### Poemarios
- Provincia (1959)
- En busca del tema poético (1960)
- Cristo se ha llevado toda la humildad del mundo (1961)
- Cuzco (1962)
- Brevedad del amor (1963)
- Yaravíes (1964)
- Pequeños poemas comprometidos (1967)

### Novelas cortas
- Unas vacaciones perdidas (1969)
- Egigek (1972)
- Keiko San (1973)
- Diario del Inca Garcilaso (1996)

### Trabajos de investigación y divulgación
- Clorinda Matto de Turner y su indigenismo literario (1967)
- Poesía y prosa quechua (1968)
- Titu Cusi Yupanqui, relación de la Conquista del Perú (prólogo de Francisco Carrillo, 1973)
- De la ironía en las crónicas (1978)
- Estructura y oro, omniscencia y fábula en la relación de Cristóbal de Mena (1979)
- Cuento peruano (1904-1970) (1971)
- Enciclopedia histórica de la literatura peruana, monumental obra de la que sólo se publicaron nueve tomos (Lima, Editorial Horizonte, 1986-1999):
  - Tomo 1: Literatura Quechua clásica (1986).
  - Tomo 2: Cartas y cronistas del Descubrimiento y la Conquista (1987).
  - Tomo 3: Cronistas de las guerras civiles, así como el levantamiento de Manco Inca y el de Don Lope de Aguirre llamado "la ira de Dios" (1989).
  - Tomo 4: Cronistas del Perú Antiguo.
  - Tomo 5: Cronistas que describen la Colonia: Las relaciones geográficas. La extirpación de idolatrías (1990).
  - Tomo 6: Cronistas Indios y Mestizos I (1991).
  - Tomo 7: Cronistas Indios y Mestizos II: Felipe Guaman Poma de Ayala (1992).
  - Tomo 8: Cronistas Indios y Mestizos III: El Inca Garcilaso de la Vega (1996).
  - Tomo 9: Cronistas de convento, cronistas misioneros y cronistas regionales (1999).
- Narrativa Peruana (1994)
- Cómo hacer la tesis y el trabajo de investigación universitario (1966), obra de propedéutica que tuvo bastante acogida entre los jóvenes universitarios.

Es también muy recordado por haber fundado y dirigido la revista de poesía Haraui, de breve formato, de la cual se publicaron 130 números, entre 1963 y 2000. Su último número fue editado como un homenaje póstumo a su memoria.